# 库沃德布雷瓦
库沃德布雷瓦（西班牙語：Cubo de Bureba）是西班牙卡斯蒂利亚-莱昂布尔戈斯省的一个市镇。总面积9平方公里，总人口93人（2001年），人口密度10人/平方公里。